# پورتسموث
پورتسموث شهری است در جنوب انگلستان، واقع در استان همپشایر. تیم فوتبال پورتسموث که در لیگ دسته یک انگلیس بازی می‌کند نیز از این شهر است.

## نگارخانه

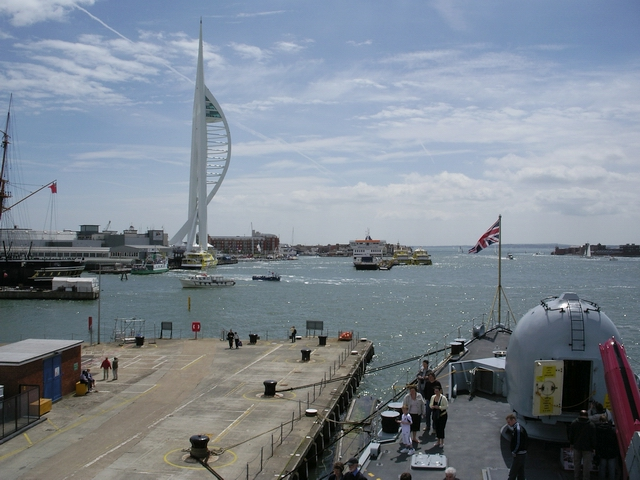
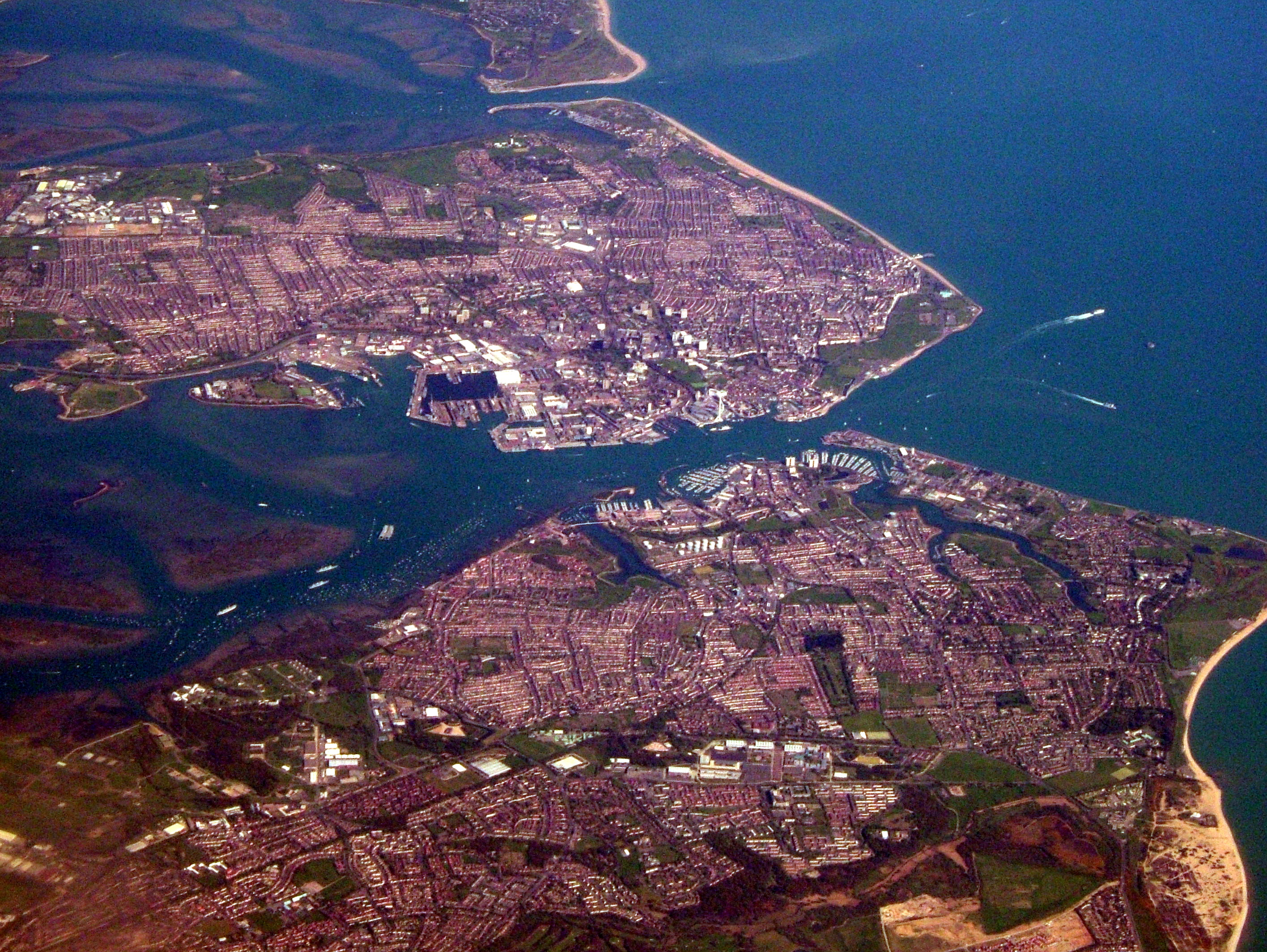
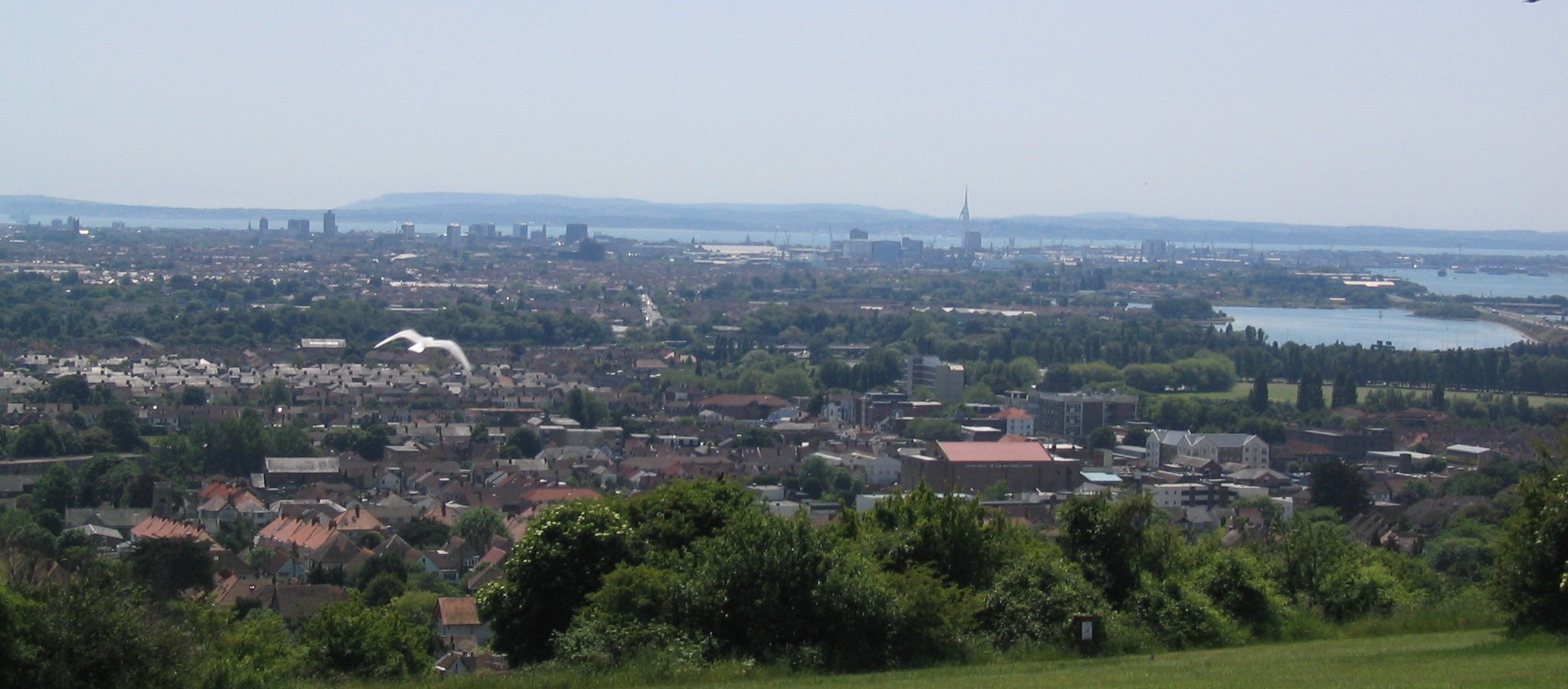
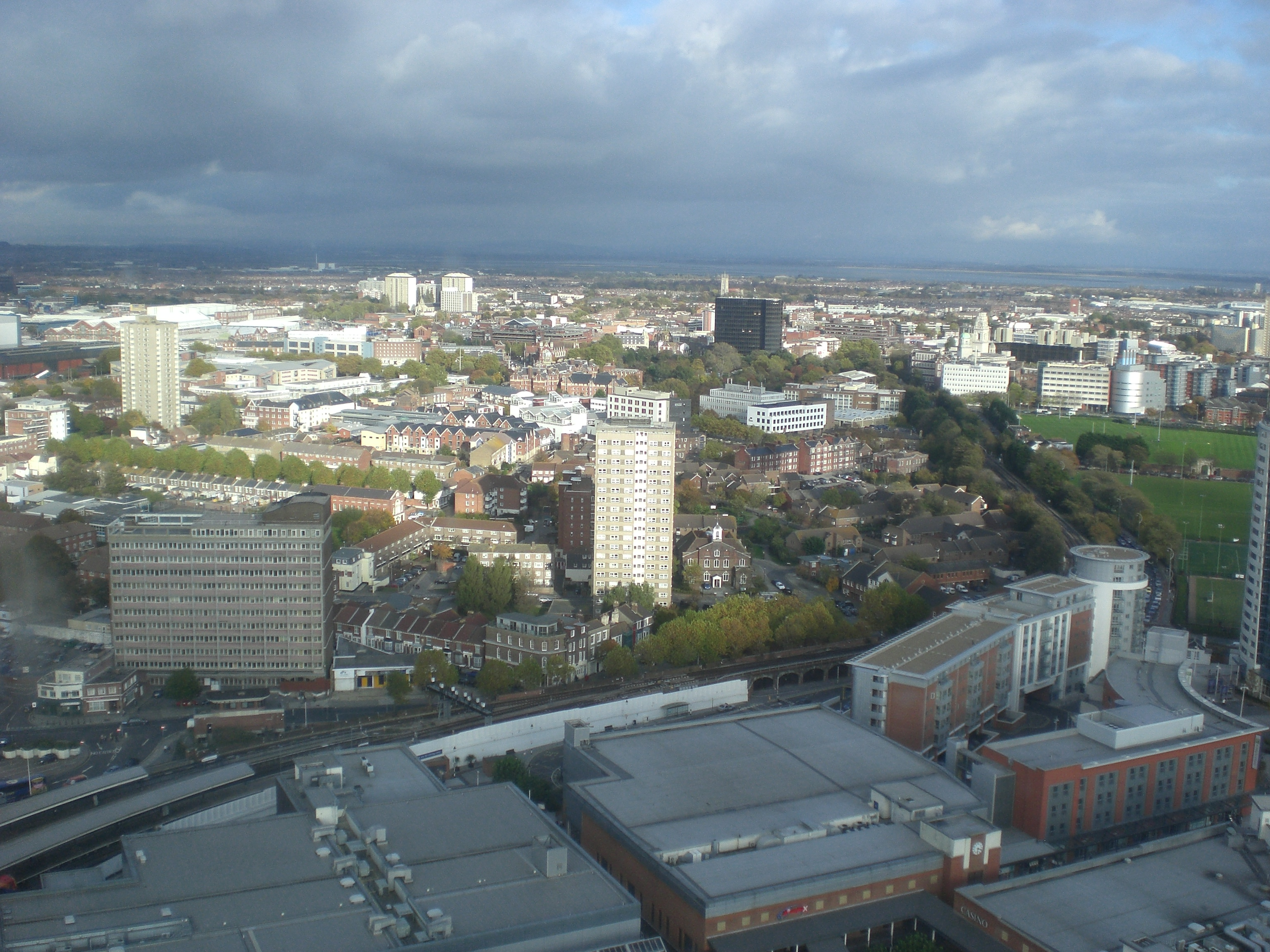